# Zbigniew Ossoliński
Zbigniew Ossoliński herbu Topór (zm. 25 lipca 1679) – wojewoda podlaski w 1661 roku, kasztelan czerski w 1655 roku, podstoli nurski w 1633 roku, starosta drohicki w latach 1646–1679.
Był jednym z synów Prokopa Ossolińskiego (1588–1627), starosty nowotarskiego, i Katarzyny Biereckiej (zm. 1625).
Miał dwóch braci: Mikołaja herbu Topór (1599–1663), elektora 1632 z województwa sandomierskiego i Hieronima (1596–1650) – starostę żydaczowskiego (1638) i janowskiego, oraz siostrę: Barbarę Ossolińską, której mężami zostali; Adam Regowski h. Abdank, Wojciech Niemira – podkomorzy drohicki i Jan Chądzyński – starosta ruski.
Żonami Zbigniewa Ossolińskiego były kobiety z Podlasia, z którymi tam zapoczątkował linię rodu Ossolińskich. Wniosły jemu w wianie majątki z tego rejonu Rzeczypospolitej. Posiadał pod koniec życia m. Baciki, Moszczonę, Śledzionowę, Woźniki, Olędy, Liwki, Targowiska, Sterdyń, Rudka, Sypnie, Dzięciołów.
Ożenił się w 1628 z Barbarą Iwanowską – po matce dziedziczką części fortuny Kiszków.
Ponownie ożenił się w 1654 z Marianną Gembicką herbu Nałęcz, córką Stefana Gembickiego, kasztelanówną rogozińską – wdową po Hieronimie Franciszku Gostomskim i Janie Odrzywolskim (zm. po 1663).
Przed 1668 ożenił się z Anną Irzykowicz herbu Leliwa (zm. po 1679), miecznikówną podlaską – córką Kaspra Irzykowicza.
Miał dziewięcioro dzieci.
Z pierwszą żoną miał; Jakuba Ossolińskiego (zm. 1712) – starostę drohickiego; Jerzego Ossolińskiego – chorążego nurskiego (zm. po 1686 roku), po ojcu dziedzica Sterdyni – podstolego, Izabelę Ossolińską – wydaną za Marcina Oborskiego – wojewodę podlaskiego, Mariannę Ossolińską – wydaną za Tomasza Humieckiego; Efrozynę Ossolińską – wydaną za Zygmunta Hynka – łowczego podlaskiego; Barbarę Ossolińską, Maksymiliana Ossolińskiego i Piotra Ossolińskiego.
Z drugą żoną z wdową Marianną Gembicką miał Antoniego Ossolińskiego – starostę drohickiego, po ojcu dziedzica m. Bacik, Moszczony, Śledzionowa, żonatego z Marianną Oborską.
Był elektorem Władysława IV Wazy z województwa podlaskiego i ziemi nurskiej w 1632 roku. W 1648 roku był elektorem Jana II Kazimierza Wazy z województwa podlaskiego. Był elektorem Michała Korybuta Wiśniowieckiego z ziemi drohickiej w 1669 roku. W 1674 roku był elektorem Jana III Sobieskiego z województwa podlaskiego.